# Chelonarhister ashei
Chelonarhister ashei är en skalbaggsart som beskrevs av Dégallier 2004. Chelonarhister ashei ingår i släktet Chelonarhister och familjen stumpbaggar. Inga underarter finns listade i Catalogue of Life.